# Cambria (carattere)
Cambria è un tipo di carattere con grazie commissionato da Microsoft e distribuito nei prodotti Windows Vista e Office 2007 e versioni successive. Il carattere è stato progettato dall'olandese Jelle Bosma nel 2004, con il contributo di Steve Matterson e Robin Nicholas.
Un font con lo stesso nome venne creato dal disegnatore Ian Koshnick nel 1989 per la sua compagnia, Cambria Publishing, ma non ha nulla a che fare con il carattere di Microsoft.

## Cambria Math
Assieme a questo carattere Microsoft ha allegato anche Cambria Math, simile al precedente ma contenente simboli matematici per le pubblicazioni scientifiche.

## Design
Le linee sottili diagonali e verticali e i serif sono relativamente forti, mentre i serif orizzontali sono piccoli e intendono enfatizzare le estremità dei tratti piuttosto che risaltare se stessi. Questo principio è più evidente in corsivo, dove i caratteri minuscoli sono attenuati con stile. È un po' 'più condensato della media per un carattere del suo genere. Un profilo di Bosma per il sito web Monotype ha commentato: "Una delle caratteristiche distintive del carattere tipografico è il suo contrasto tra serif verticali pesanti e linee sottili - che mantengono il carattere robusto e assicurano che il design sia orizzontali relativamente sottili, che assicurano che il carattere tipografico rimanga nitido se utilizzato in formati più grandi." Bosma lo descrive come un "slab-serif di transizione ibrido." 
Molti aspetti del design sono un po' 'a blocchi per renderli bene sullo schermo e i punti sono quadrati anziché rotondi. I designer hanno consigliato di evitare di usarlo nel testo stampato per questo motivo: il designer Matthew Butterick lo ha descritto come troppo monotono per essere attraente sulla carta. Bosna lo paragonò alle dimensioni ottiche dei caratteri progettati per essere stampati in piccolo: "Il design è un po 'come un vecchio carattere di tipo metallico. A quei tempi le dimensioni avevano il loro disegno, quindi le dimensioni piccole sono più larghe e hanno un contrasto inferiore rispetto ai caratteri grandi nello stesso disegno: correzione ottica. In questo senso, Cambria è come un carattere di piccole dimensioni, tranne per il fatto che può essere utilizzato anche a grandi dimensioni."
Come con gli altri caratteri ClearType, vengono offerte sia figure di rivestimento che figure di testo. Le figure del rivestimento sono quelle predefinite e sono mostrate nell'immagine di esempio.

## Disponibilità

Testo Cambria normale, grassetto, corsivo e grassetto corsivo

Cambria è distribuito con tutte le versioni di Windows a partire da Windows Vista, tutte le versioni di Microsoft Office a partire da Microsoft Office 2007 per Windows e Microsoft Office 2008 per Mac e visualizzatori e convertitori di Microsoft Office 2007. Cambria (Regular) e Cambria Math sono confezionati insieme come file TrueType Collection (TTC). Microsoft Office 2008 per Mac non include Cambria Math, poiché OMML non è supportato. Di conseguenza, la versione Macintosh di Cambria viene fornita come singoli file TrueType Font (TTF) anziché un singolo file TTC.
Questo tipo di carattere, insieme a Calibri, Candara, Consolas, Corbel e Constantia, è anche distribuito con Microsoft Excel Viewer, Microsoft PowerPoint Viewer, il Microsoft Office Compatibility Pack per Microsoft Windows e Open XML File Format Convertitore per Mac. Per l'uso in altri sistemi operativi, come GNU / Linux, l'uso multipiattaforma e il web non è disponibile come freeware.
Il carattere tipografico è concesso in licenza da Ascender Corporation per l'utilizzo da parte degli utenti finali e dei produttori di dispositivi elettronici di consumo. Il carattere tipografico è anche concesso in licenza da Monotype Imaging ai produttori di stampanti come parte del pacchetto Vista 8 Font Set.

### Caladea
Nel 2013, come parte di Chrome, Google ha rilasciato un font con licenza gratuita chiamato Caladea, che è metrico compatibile con Cambria (cioè può sostituirlo in un documento senza modificare il layout). È basato su Cambo, un carattere sviluppato dalla fonderia di caratteri argentina Huerta Tipográfica. Nonostante sia compatibile con le metriche, Caladea copre una gamma linguistica molto più piccola, ad esempio non supporta il cirillico, il greco e le caratteristiche tipografiche avanzate come le legature, i numeri vecchio stile o le frazioni.

## Usi
Cambria Math viene utilizzato per la presentazione delle equazioni MathML di Office in Microsoft Office 2007 e versioni successive.
I sistemi di composizione gratuiti XeTeX e LuaTeX possono fare uso diretto di Cambria Math come alternativa ai tradizionali caratteri matematici TeX. 
Cambria è disponibile per l'uso nella suite di applicazioni web Google Drive di Google.
Viene utilizzato come carattere predefinito per la maggior parte delle applicazioni di digitazione di documenti.